# Columna d'Igel

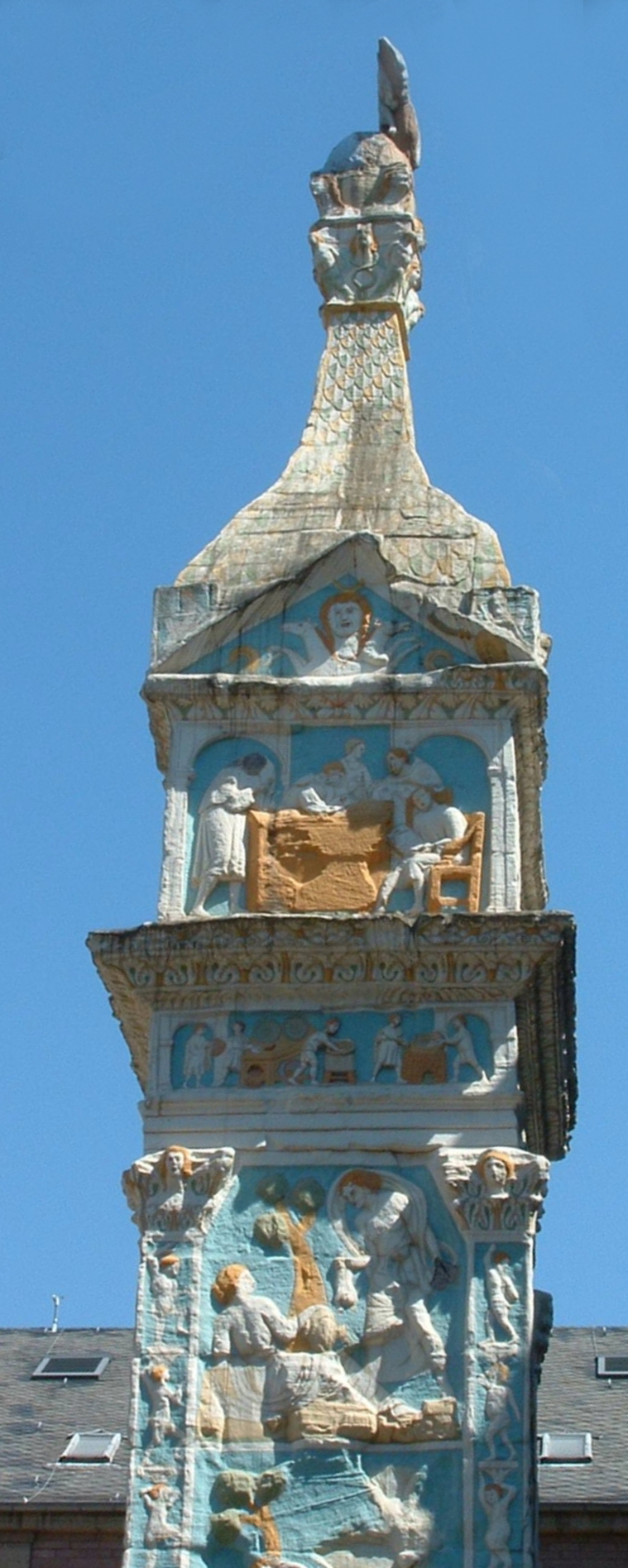
Rèplica en colors del mausoleu d'Igel (Landesmuseum, Trèveris)

La columna d'Igel (en alemany, Igeler Säule) és un monument funerari romà del segle iii, situat a Igel, a 9 km a l'oest de Trèveris, al marge esquerre del riu Mosel·la, a Alemanya.

## Descripció
El monument, d'arenisca vermella, té una alçada de 27 metres. La inscripció de la part davantera indica que és una tomba familiar construïda pels germans Secundino Aventino i Secundino Securo. Els relleus, que se'n troben a les quatre cares, mostren rastres de pintura. Representen escenes mitològiques: Aquil·les, Perseu i Andròmeda, els treballs i la glorificació d'Hèrcules. També mostra escenes quotidianes entre comerciants de teles d'Augusta Treverorum (Trèveris) i els seus clients. El monument es corona amb una escultura de Júpiter i Ganimedes duts cap a l'Olimp per una àguila, d'on prové el nom d'Igel.

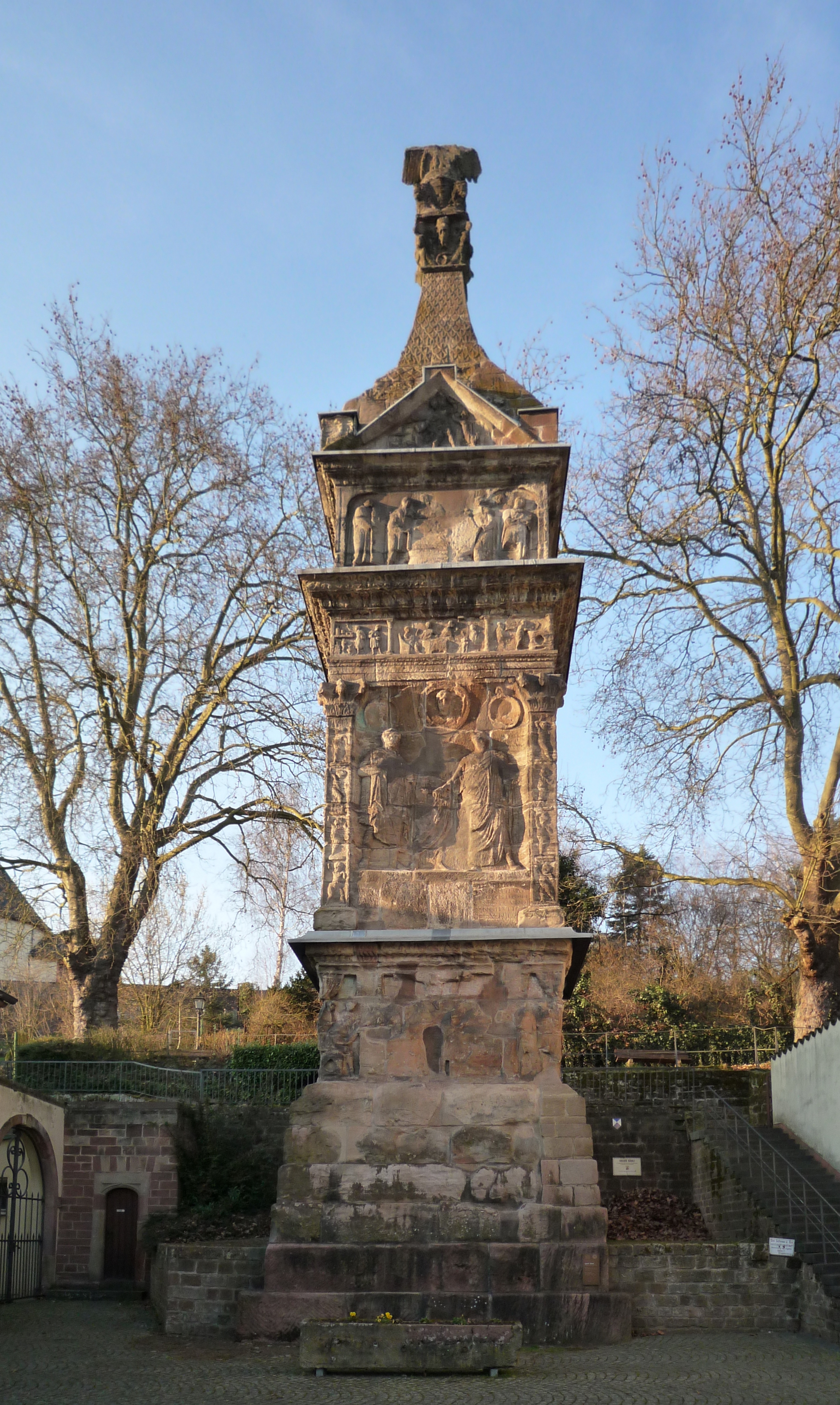
Mausoleu d'Igel

En les excavacions no s'han trobat restes humanes al peu del mausoleu.
El monument ha arribat fins als nostres dies gràcies a un error popular d'interpretació que es perpetuà al llarg dels segles: en època cristiana s'interpretà com la celebració del matrimoni de Constanci I i d'Hel·lena de Constantinoble, pares de Constantí I. El monument fou així emparat per les autoritats eclesiàstiques. També feu de mil·liari, perquè es troba exactament a 8,8 km, és a dir, a quatre llegües (leuga) d'Augusta Treverorum (Trèveris). La llegua romana (d'origen gal) equival a una milla i mitja romana.
El mausoleu d'Igel s'inscrigué al 1986 en la llista del patrimoni mundial de la Unesco, amb els monuments romans de Trèveris (Porta Nigra, l'Amfiteatre de Trèveris, la basílica de Constantí de Trèveris, les termes de Barbara, el pont romà i les termes imperials).
El Landesmuseum de Trèveris exposa una reproducció del mausoleu, pintada amb els colors originaris.